# Стоян Трайков
 Тази статия е за известният мариовски войвода.  За костурския войвода вижте Толе Петров.  
Стоян Трайков Куликов или Толе паша е български революционер, мариовски войвода на Вътрешната македоно-одринска революционна организация.

## Биография
Стоян Трайков е роден през 1860 година в прилепското село Крушевица, тогава в Османската империя. Остава неграмотен. Преди освобождението на България действа като хайдутин, а след създаването на ВМОРО става четник при Мирче Ацев през 1900 година. Скоро след това е определен за войвода в Мариово. По време на Илинденско-Преображенското въстание участва в нападението над турския гарнизон във Витолище, а по-късно се среща с обединената костурска чета на Иван Попов.
Загива на 3 февруари 1904 година в местността Кленов дол край Гугяково заедно със сина си Велян и още осем четници.
За него са песните „Кондисал ми Толе паша в това село Градешница...“ и „Абре бабо, стара бабо? Кой войвода беше у вас снощи на вечеря? Дали беше Толе Паша или Петко от Маково?“. За него е и песента „Жалейте го, бракя, Толета войвода“: 
| „ | Жалейте го, бракя, Толета войвода, Толета войвода за народ загина. Жалейте го, бракя, Толета войвода, кой що Толе падна за нашта слобода. Толета войвода за народ загина, за нашта слобода, за Македония. | “ |

Единственият оцелял в сражението четник на Стоян Трайков набързо сформира нова чета и наказва предателя на Толе паша и един шпионин от Гудяково, кмета на Брусник Ташко, гъркоманския поп от Пчанища, коджабашията във Вепърчани и Христо от Будимирци.